# Mitchell Donald
Mitchell Donald (Nieuw-Vennep, 10 de diciembre de 1988) es un futbolista surinamés que juega en la posición de centrocampista.

## Trayectoria

### Ajax

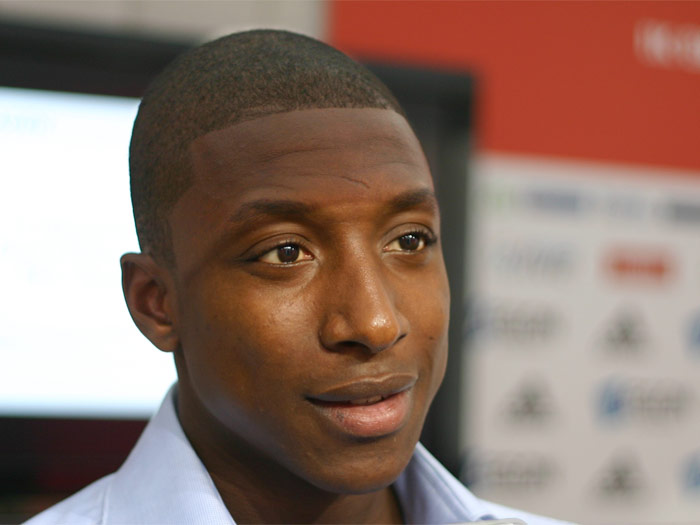
Donald con Ajax en 2009

Nacido en Nieuw-Vennep , Donald se unió al Ajax después de haber jugado en los equipos de aficionados SV Bijlmer y AVV Zeeburgia. Se unió al primer equipo del Ajax después de las vacaciones de invierno de 2006-07, en febrero de 2007. 
Donald hizo su debut profesional en el Ajax bajo el mando del entrenador Henk ten Cate el 14 de febrero de 2007 en el choque de la Liga Europa de la UEFA contra el Werder Bremen. En agosto de 2007 participó en la victoria por 1-0 sobre el PSV Eindhoven para hacerse con el Johan Cruijff-schaal, su primer trofeo. Donald hizo su debut en la Eredivisie el 23 de septiembre de 2007 en un partido contra AZ, sustituyendo a Klaas-Jan Huntelaar. Luego hizo dos apariciones más desde el banquillo en la temporada 2007-08, el 25 de noviembre de 2007 contra Vitesse Arnhem y el 13 de enero de 2008 contra AZ.
Donald no hizo apariciones en la Eredivisie en la temporada 2008-09 bajo el mando de Marco van Basten después de haber sido gravemente lesionado en la pretemporada en el Torneo de Ámsterdam en el partido contra el Inter de Milán de Adriano, pero se restableció a sí mismo en el equipo tras el nombramiento de Martin Jol. El 27 de julio de 2009, casi exactamente un año después de lesionarse allí, Donald apareció una vez más en el Torneo de Ámsterdam en el partido contra el SL Benfica. Jol declaró que el juego de Donald era “sorprendente” y que su juego era "muy bueno y hermoso para un jugador tan joven. También le da confianza y eso es importante". Jol declaró que el juego de Donald era “sorprendente” y que su juego era "muy bueno y hermoso para un jugador tan joven. También da confianza y eso es importante". El 20 de agosto de 2009 entró como sustituto en el partido de la UEFA Europa League contra Slovan Bratislava, y estuvo en la alineación titular la semana siguiente en el partido de ida. El 20 de septiembre de 2009, Donald jugó su primer partido en la Eredivisie en 20 meses, como sustituto en un partido fuera de casa contra VVV-Venlo. El 11 de diciembre de 2009 (un día después de su 21 cumpleaños), Donald marcó su primer gol en la Eredivisie para el Ajax en la victoria por 3-0 sobre NEC.

### Willem II
El 29 de enero de 2010, se unió al Willem II en condición de préstamo del centrocampista del AFC Ajax hasta junio de 2011, donde se unió a su compañero de equipo Ajax Jan Arie van der Heijden. El 5 de febrero de 2010, Donald anotó en su debut para el club de Tilburgo en la derrota por 2-1 ante NAC Breda. Jugando con Willem II, Donald recolectó 18 apariciones en total, incluyendo 4 partidos en play-off de descenso.

### Roda JC
El 2 de febrero de 2011, Donald firmó un contrato para Roda JC, pero se unió por primera vez el 1 de julio de 2011 a su nuevo equipo. Donald hizo su debut oficial para Roda JC en reemplazo de Laurent Delorge en la derrota por 3-0 ante Feyenoord el 13 de agosto de 2011. Mientras estaba con el club, Donald recolectó 102 partidos en todas las competiciones durante tres temporadas en total, anotando 16 goles.

### Mordovia
En el verano de 2014 firmó con el equipo ruso de la Liga Premier de Rusia, Mordovia Saransk.

### Estrella Roja de Belgrado

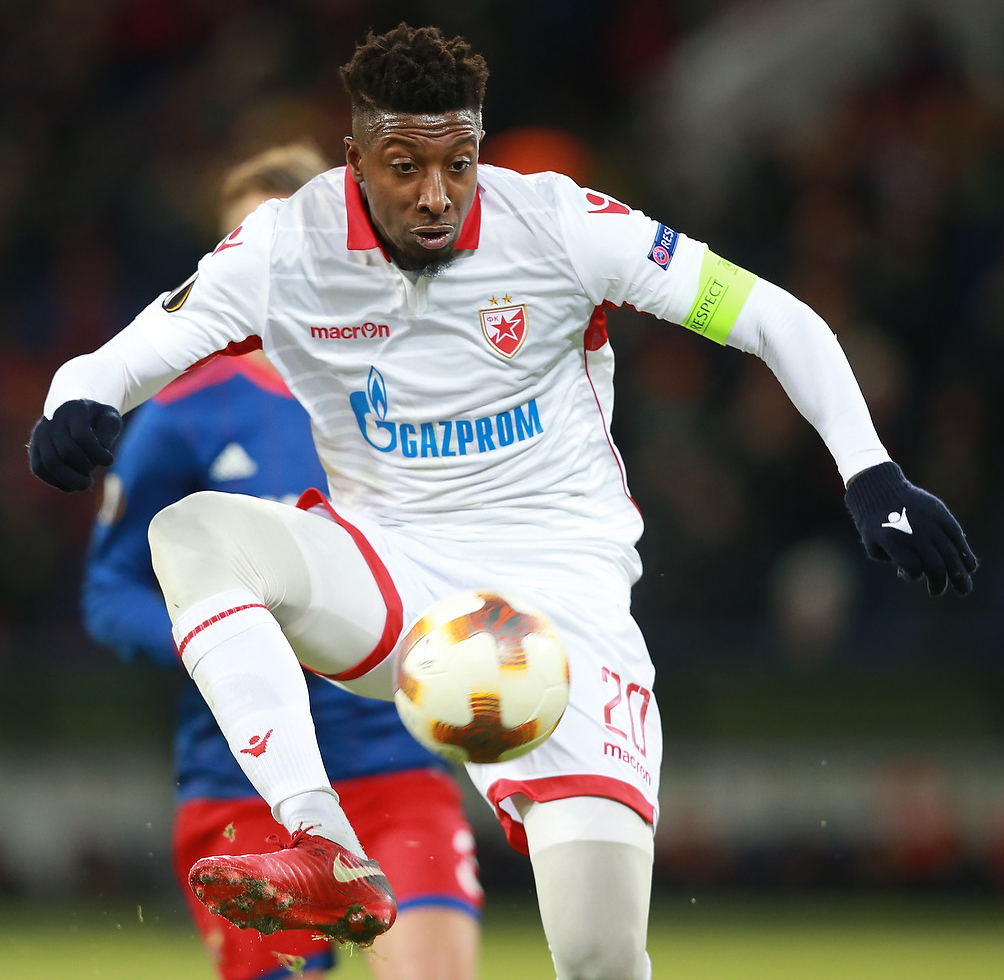
Donald jugando para Estrella Roja de Belgrado en la UEFA Europa League 2018

El 12 de agosto de 2015, firmó un contrato de préstamo de 6 meses con el club serbio Estrella Roja de Belgrado, con opción a un contrato permanente de 2 años, con la condición de que aparezca en más de la mitad de los juegos de la liga hasta las vacaciones de invierno 2015-16. El 18 de enero de 2016, se anunció que Donald había firmado un contrato de 1-5 años con Estrella Roja hasta junio de 2017. En marzo de 2016, se anunció que su salario bruto asciende a 1 005 030 euros.
El 27 de julio de 2017, Donald se convirtió en el primer capitán extranjero en la historia del club, liderando al equipo en la victoria por 2-0 sobre Sparta Praga. Hizo su centésima aparición para el club en el Derby Eterno, jugado el 13 de diciembre de 2017. Al marcar un gol en la victoria por 2-1 sobre Vojvodina el 7 de marzo de 2018, Donald registro su partido 104 para Estrella Roja de Belgrado, igualando a Carlos Eduardo de Fiori Mendes como el futbolista extranjero más capaz en la historia del club. Varios días después, el viernes 9 de marzo, fue hospitalizado debido a problemas cardíacos.
El 14 de abril de 2018, Donald se convirtió en el futbolista extranjero con más títulos en la historia del club. Reemplazando a Nemanja Radonjić en el minuto 81 del Derby Eterno, Donald observó su 105.º juego oficial con la Estrella Roja de Belgrado. Había sido expulsado después de un conflicto con Seydouba Soumah en el campo en los últimos minutos del partido. El 19 de mayo de 2018, Donald anotó en el partido final de la temporada de la SuperLiga serbia 2017-18, contra Voždovac por ganar el segundo trofeo con el club. El partido se señaló como su último contrato con Estrella Roja, luego de que se negó a firmar un nuevo acuerdo.

### Yeni Malatyaspor
Donald se fue a Turquía en el verano de 2018 al firmar con Yeni Malatyaspor.

### Erzurumspor FK
Después de un paso por el Yeni Malatyaspor ficharía el 20/08/2020 por el Erzurumspor FK de Turquía.

## Selección nacional

### Selecciones inferiores
Mitchell Donald hizo 3 apariciones para el equipo de sub-21 de los Países Bajos en 2009.

## Vida personal
Es el hermano mayor de Joël Donald. A finales de 2017, Donald era dueño de un salón hookah en Belgrado.

## Palmarés

### Campeonatos nacionales
| Título                        | Club                      | País         | Año     |
| ----------------------------- | ------------------------- | ------------ | ------- |
| Copa de los Países Bajos      | Ajax de Ámsterdam         | Países Bajos | 2006-07 |
| Supercopa de los Países Bajos | Ajax de Ámsterdam         | Países Bajos | 2007    |
| Eredivisie                    | Ajax de Ámsterdam         | Países Bajos | 2010-11 |
| Superliga de Serbia           | Estrella Roja de Belgrado | Serbia       | 2015-16 |
| Superliga de Serbia           | Estrella Roja de Belgrado | Serbia       | 2017-18 |

### Distinciones individuales
| Distinción                                    | Año     |
| --------------------------------------------- | ------- |
| Equipo de la temporada de la SuperLiga serbia | 2015-16 |
| Equipo de la temporada de la SuperLiga serbia | 2016-17 |